# Rhipidure à calotte brune
Rhipidura diluta
Espèce
Statut de conservation UICN

 LC  : Préoccupation mineure
Le Rhipidure à calotte brune (Rhipidura diluta) est une espèce de passereaux de la famille des Rhipiduridae.
Il est endémique des petites îles de la Sonde (Indonésie).

## Habitat
Il habite les forêts humides tropicales et subtropicales en plaine et les montagnes humides tropicales et subtropicales.

## Répartiiotn et sous-espèces
Selon Alan P. Peterson, cet oiseau est représenté par deux sous-espèces :
- R. d. sumbawensis Buttikofer, 1892 — Sumbawa ;
- R. d. diluta Wallace, 1864 — Florès et Lembata.